# 多田羅站

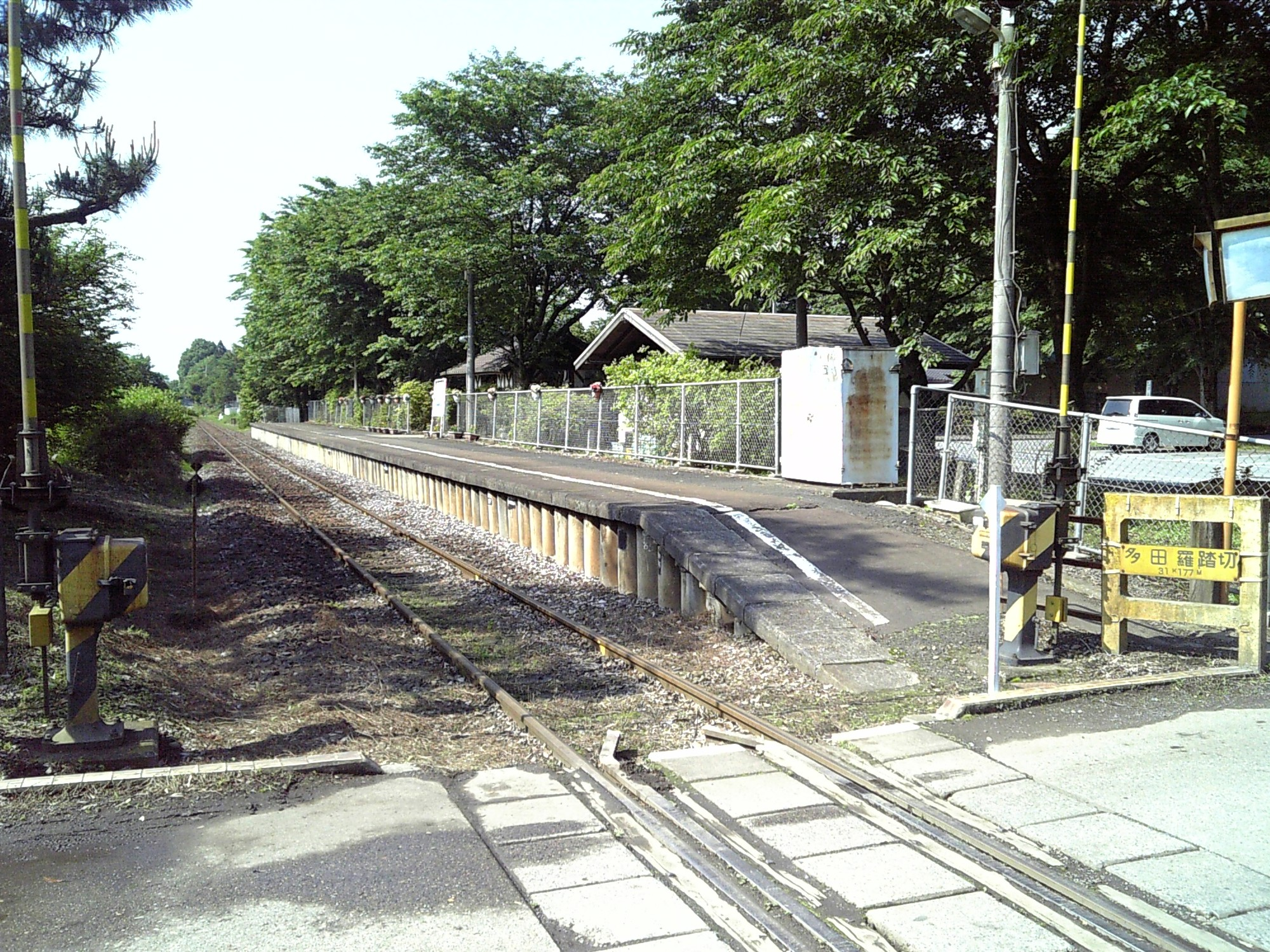
多田羅站月台（2008年6月7日）

多田羅站（日语：／ Tatara eki */?）是位於栃木縣芳賀郡市貝町多田羅770番4號，真岡鐵道的真岡線車站。此站是「SL真岡」停車站。

## 歷史
- 1955年（昭和30年）4月1日 - 日本國有鐵道真岡線車站啟用[1]。
- 1987年（昭和62年）4月1日：伴隨國鐵分割民營化，車站由東日本旅客鐵道（JR東日本）營運。
- 1988年（昭和63年）4月11日：真岡線由真岡鐵道接管，成為真岡鐵道線車站[1]。

## 車站構造
此站是地面車站，設有1面1線的單式月台。此站是無人車站。

## 使用狀況
以下為近年乘車人次變化。
| 乘車人員變化 | 乘車人員變化 |
| 年度         | 1日平均人次  |
| ------------ | ------------ |
| 2007         | 77           |
| 2008         | 93           |
| 2009         | 92           |
| 2010         | 84           |
| 2011         | 80           |
| 2012         | 82           |
| 2013         | 67           |
| 2014         | 80           |
| 2015         | 82           |
| 2016         | 77           |
| 2017         | 69           |
| 2018         | 75           |

## 車站周邊
站前設有1間商店。車站附近設有少量住宅。此站設有站前廣場。
- 太平洋俱樂部（日语：太平洋クラブ）&協會 益子場
- 入野家住宅 - 國家指定文化財。
- 多田羅沼
- 伊許山 - 設有營地（日语：キャンプ場）和伊許山園地。

## 相鄰車站
真岡鐵道
真岡線
七井－多田羅－市塙　　　　　　　　　　　　　

## 注腳
1. 1 2 3  曾根悟（監修）. 朝日新聞出版分冊百科編集部（編集） , 编. . 週刊朝日百科. 21号 関東鉄道・真岡鐵道・首都圏新都市鉄道・流鉄. 朝日新聞出版. 2011-08-07: 18–19 （日语）.
2. ↑  真岡市統計書

## 外部連結
- 多田羅站 （页面存档备份，存于）（日語） - 真岡鐵道官方網站